# Castel di Sangro
Castel di Sangro là một đô thị thuộc tỉnh L'Aquila trong vùng Abruzzo Ý. Đô thị này có diện tích 83 km², dân số 5819 người. Các làng trực thuộc: Località Pontone, Località Sant'Angelo, Roccacinquemiglia, Torre di Feudozzo.
Các đô thị giáp ranh gồm: Montenero Val Cocchiara (IS), Rionero Sannitico (IS), Rivisondoli, Roccaraso, San Pietro Avellana (IS), Scontrone, Vastogirardi (IS).